# Sinfonía n.º 96 (Haydn)

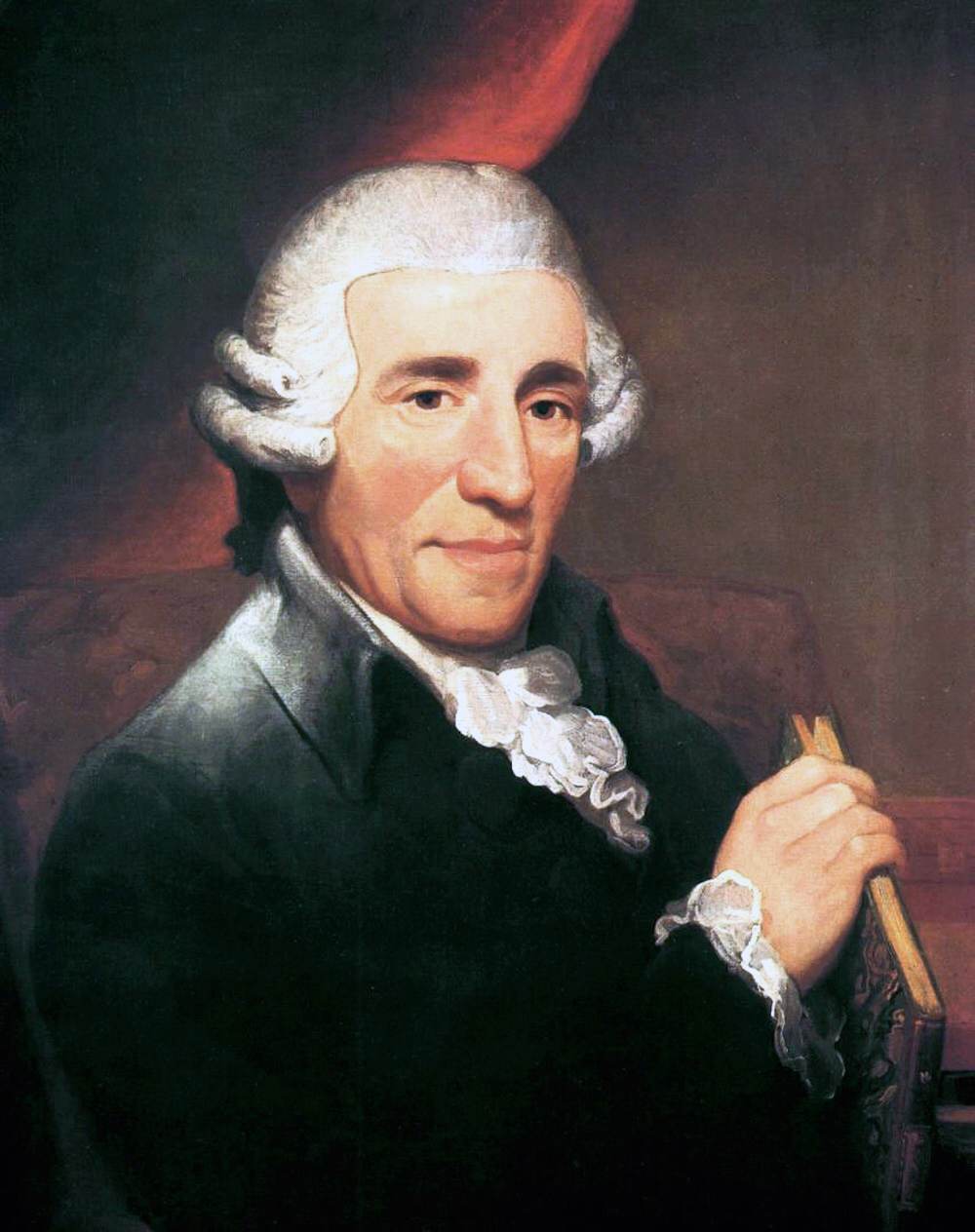
Haydn en 1791.

La Sinfonía n.º 96 en re mayor, Hob. I:96, también conocida como El milagro o en alemán Das Wunder, fue compuesta por Joseph Haydn en 1791. Es la cuarta de las denominadas Sinfonías de Londres (n.º 93 - 104).

## Historia

### Composición
La producción sinfónica del maestro austríaco puede dividirse a grandes rasgos en tres bloques temporales: el primer bloque (1757-1761) se corresponde con su periodo al servicio del conde Carl von Morzin (n.º 1 - n.º 5); el segundo bloque en la corte Esterházy (1761-1790 pero con la última sinfonía para el público de Esterházy en 1781); y el tercer bloque (1782-1795) comprende las Sinfonías de París (n.º 82 - n.º 87) y las Sinfonías de Londres (n.º 93 - n.º 104). El 1 de mayo de 1761 el compositor firmó su contrato como vice-kapellmeister (más tarde kapellmeister) de la familia Esterházy, que nominalmente duró 48 años, hasta su muerte.
La composición de esta pieza se desarrolló en 1791. Se conserva la partitura manuscrita autógrafa. Haydn había sido compositor de la corte del príncipe Nicolás Esterházy durante 28 años cuando éste murió en 1790. El sucesor de Nicolás, su hijo Antón, no era un gran aficionado a la música y desmanteló en gran medida el entramado musical de la familia. El compositor se trasladó a Viena y no tardó en recibir numerosas ofertas de empleo. La más interesante procedía del violinista y empresario Johann Peter Salomon, que le ofreció una considerable suma de dinero para presentar varias obras nuevas en una serie de conciertos en Inglaterra, en lo que sería su primer viaje fuera de Austria. Su primera estancia en Londres, que fue un gran éxito según todos los testimonios, empezó el 1 de enero de 1791 y finalizó en julio de 1792 con su regreso a Viena. Con motivo de este viaje el compositor escribió una primera serie de seis sinfonías "londinenses" (n.º 93 - 98) y la n.º 96 es la cuarta de esta primera serie. A pesar de su numeración, la n.º 96 fue la primera en ser escrita e interpretada de esta serie.
El sobrenombre El milagro surgió a partir de una historia que relataba cómo en el estreno una lámpara de araña se desplomó del techo sobre el vestíbulo del auditorio. Pero nadie resultó herido porque el público se había apresurado a entrar para escuchar la nueva sinfonía de Haydn. Según otra versión de la historia el público se había agolpado cerca de la orquesta para obtener una mejor visión del célebre Haydn. Los asientos del centro de la pista se vaciaron; en ese momento se desplomó la gigantesca araña, pero sin herir a nadie. Una investigación más reciente y cuidadosa sugiere que la historia es real pero está asociada a la sinfonía equivocada; ya que en realidad ocurrió durante el estreno de su Sinfonía n.º 102.

### Estreno y publicación

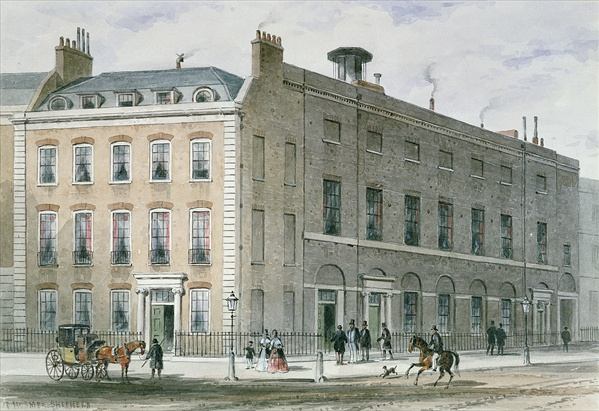
Hanover Square de Londres, lugar del estreno.

El estreno se celebró posiblemente el 11 de marzo de 1791 en  Hanover Square Concert Rooms en Londres bajo la dirección del propio compositor. Este fue el primero de los conciertos de Haydn en Londres.
La primera edición fue llevada a cabo en 1795 por el editor Johann André en Offenbach.

## Instrumentación
La partitura está escrita para una orquesta formada por:
- Viento madera: 2 flautas, 2 oboes y 2 fagotes.
- Viento metal: 2 trompas y 2 trompetas.
- Percusión: timbales.
- Cuerda: una sección de cuerdas con 2 violines, viola, violonchelo y contrabajo.

En cuanto a la participación del clavecín como bajo continuo en las sinfonías de Haydn existen diversas opiniones entre los estudiosos: James Webster se sitúa en contra; Hartmut Haenchen a favor; Jamie James en su artículo para The New York Times presenta diferentes posiciones por parte de Roy Goodman, Christopher Hogwood, H. C. Robbins Landon y James Webster. A partir de 2019 la mayor parte de las orquestas con instrumentos modernos no utiliza el clavecín como continuo. No obstante, existen grabaciones con clavecín en el bajo continuo realizadas por: Trevor Pinnock (Sturm und Drang Symphonies, Archiv, 1989-1990); Nikolaus Harnoncourt (n.º 6–8, Das Alte Werk, 1990); Sigiswald Kuijken (incluidas las Sinfonías de París y Londres; Virgin, 1988-1995); Roy Goodman (Ej. n.º 1-25, 70-78, 82-87; Hyperion, 2002).
Numerosas fuentes muestran que Haydn dirigió sus sinfonías en los conciertos de Londres inicialmente desde el clavecín y a partir de 1792 desde el pianoforte, como era la práctica interpretativa de la época. Esto indica el uso de un instrumento de teclado (es decir, clavecín o pianoforte) como continuo en las Sinfonías de Londres. Incluso James Webster, uno de los principales detractores del uso del clavecín como continuo, excluye las sinfonías londinenses de su idea de que Haydn no empleó clavecín u otro instrumento de teclado para tocar el continuo. "Y, por supuesto, el argumento se refiere exclusivamente a las sinfonías anteriores a Londres y a las interpretaciones fuera de Inglaterra".

## Estructura y análisis
La sinfonía consta de cuatro movimientos:
- I. Adagio – Allegro, en re mayor 3
4
- II. Andante, en sol mayor 6
8
- III. Menuet. Allegretto – Trío, en re mayor 3
4
- IV. Finale. Vivace assai, en re mayor 2
4

La interpretación de esta obra dura aproximadamente entre 20 y 25 minutos. Como esta sinfonía fue la que inauguró la primera temporada de Haydn en Londres, el compositor se esforzó por presentarse a sí mismo como un músico erudito que podía atraer a un público burgués amplio. Hay que recordar que en su trayectoria anterior en Europa central había estado tocando para un público cortesano.

### I.Adagio– Allegro
El primer movimiento, Adagio – Allegro, está escrito en la tonalidad de re mayor, en compás de 3/4 y sigue la forma sonata. Se trata de una forma sonata monotemática, es decir, un solo tema compite con sus variantes a lo largo del desarrollo. Se abre con una breve introducción lenta, marcada Adagio, de carácter muy serio pero sin resultar pesada ni dramática. Esto conduce al cuerpo principal del movimiento de apertura, marcado Allegro, con sus compases iniciales ligeramente contrapuntísticos que estallan en un resonante tutti. Esta música es ajetreada, vibrante y festiva, llena de repentinos contrastes dinámicos destinados a mantener atento al imprevisible público inglés. De las doce Sinfonías de Londres, ésta contiene una de las secciones de desarrollo más interesantes, trabajando los fragmentos melódicos con mayor minuciosidad y variedad de lo habitual. Después de un inusual punto final, llega la recapitulación, con una sorprendente fanfarria de trompeta que lanza la coda.

### II.Andante
El segundo movimiento, Andante, está en sol mayor y en compás de 6/8 y adopta la forma rondó. Varía un tema vacilante que consiste en una breve frase ascendente, una respuesta descendente de igual brevedad y una meditación bastante larga sobre el conciso intercambio. La diversidad viene dada por la orquestación más que por la manipulación de las notas en sí mismas, aunque la melodía se beneficia a veces de un tratamiento contrapuntístico. Por lo demás, las formas van de lo íntimo a lo pomposo, con predominio de lo primero. Haydn añadió un efecto especial en la conclusión del movimiento lento. Tras una pausa, los instrumentos solistas continúan inesperadamente su actividad, como si se tratara de un concierto en solitario. Al parecer Haydn calculó este efecto expresamente para el público inglés, que por aquel entonces adoraba los conciertos para varios instrumentos solistas o las "sinfonías concertantes", como su propia Sinfonía concertante Hob.I:105.

### III.Menuet. Allegretto– Trio
El tercer movimiento, Menuet. Allegretto – Trio, está en re mayor y en compás de 3/4. El minueto alterna una enérgica intervención de toda la orquesta con una respuesta más delicada por parte de las cuerdas y las maderas. Al igual que en el Andante, esta frase de respuesta consiste en expresiones breves y vacilantes, seguidas de un pasaje más suave y ondulante. El trío presenta un solo de oboe con una melodía alpina típica de Ländler, de carácter ligero y sin el tratamiento bufonesco que Haydn acostumbra a preferir.

### IV.Finale.Vivace assai
El cuarto y último movimiento, Finale. Vivace assai, retoma la tonalidad inicial, el compás de 2/4 y responde a una combinación entre rondó y forma sonata. El Finale, escrito al estilo de un kehraus, ofrece una de las desenfadadas melodías de Haydn para cuerdas con ocasionales doblajes de los vientos madera. Las cosas permanecen en un nivel dinámico suave hasta el primer episodio contrastante. Todos y cada uno de los episodios contrastantes son derivados del tema principal. La música se vuelve bulliciosa sólo de forma intermitente, incluyendo un breve incidente en modo menor y la emocionante aunque breve conclusión.